# Jeymmy Paola Vargas Gómez
Jeymmy Paola Vargas Gómez (Cartagena, 16 juni 1983) is een Colombiaans model. In 2003 nam ze deel aan de Miss Colombia-missverkiezing als vertegenwoordigster van Cartagena. Ze werd er verkozen tot Miss Colombia International 2004. Miss Colombia werd dat jaar Catherine Daza Manchola. Als Miss Colombia International mocht ze wel haar land vertegenwoordigen op de Miss International-verkiezing van 2004 in Peking die ze als eerste zwarte vrouw ooit won. Vargas was tevens de winnares van de World Coffee Queen-verkiezing, een verkiezing waaraan slechts missen uit koffieproducerende landen deel mogen nemen. Tegenwoordig werkt Vargas in haar thuisland aan een televisiecarrière.